# 八幡濱市
八幡濱市（日语：／ Yawatahama shi */?）是位於日本愛媛縣西部、佐田岬半島上的城市。北邊面向伊予灘，西邊則是面向宇和海的谷灣海岸。當地盛行柑橘等水果的栽種，生產的溫州蜜柑的產量在日本名列前茅。位於沿海的八幡濱港是天然良港，具有四國地區規模最大的魚市場，其漁獲量也位居西日本地區的第一名。八幡濱港也是日本西部最大的港口之一，每年使用人次接近38萬人，是四國西部的玄關口。
八幡濱古代與九州、關西地區的海上貿易十分繁榮，曾被譽為「伊予的大阪」。城市名稱源自「八幡濱浦」，由於當地在7世紀建立了八幡神社，因此海邊地區便以「八幡大神所在地的海邊（濱）」來命名。
當地主要產業包括柑橘種植、漁業、海鮮相關食品製造和造船。柑橘的栽培據說始於明治時代中期，已有100年的歷史，以其品質優良聞名日本。漁業以拖網捕魚為中心，但各種漁船和水產養殖也蓬勃發展，擁有西日本最大捕撈量之一的水產市場，作為向消費大國供應海產的基地發揮重要作用。

## 地理
八幡濱市北部為出石山地，東部為鞍掛山的山地、南部則為飯之山的山地。這些山岳的頂部較為平緩，但山坡則相當陡峭，其傾斜程度達到15度以上。

### 氣候
八幡濱市的氣候相當溫暖，全年多為晴天。但面向伊予灘的沿海地區在冬天時會受到西北季風的吹拂，因此較為潮濕。當地的年均溫為16.7度，年均降雨量則為1607.6毫米，降雨集中在梅雨和颱風季節。

## 人口
| 八幡濱市人口分布圖 |                                                 |  |
| 八幡濱市與日本全國年齡別人口分布比較圖 （2005年資料） | 八幡濱市的年齡、男女別人口分布圖 （2005年資料） |  |
| ■紫色是八幡濱市 ■綠色是全国 | ■藍色是男性 ■紅色是女性                         |  |
| 八幡濱市人口變化 \| 1970年 \| 58,545人 \| \| \| 1975年 \| 56,964人 \| \| \| 1980年 \| 55,757人 \| \| \| 1985年 \| 53,622人 \| \| \| 1990年 \| 50,271人 \| \| \| 1995年 \| 47,410人 \| \| \| 2000年 \| 44,206人 \| \| \| 2005年 \| 41,264人 \| \| \| 2010年 \| 38,370人 \| \| \| 2015年 \| 34,951人 \| \| \| 2020年 \| 31,987人 \| \| |                                                 |  |
| 資料來源：日本總務省統計中心提供之人口普查數據 |                                                 |  |
| 1970年 | 58,545人                                        |  |
| 1975年 | 56,964人                                        |  |
| 1980年 | 55,757人                                        |  |
| 1985年 | 53,622人                                        |  |
| 1990年 | 50,271人                                        |  |
| 1995年 | 47,410人                                        |  |
| 2000年 | 44,206人                                        |  |
| 2005年 | 41,264人                                        |  |
| 2010年 | 38,370人                                        |  |
| 2015年 | 34,951人                                        |  |
| 2020年 | 31,987人                                        |  |

## 歷史

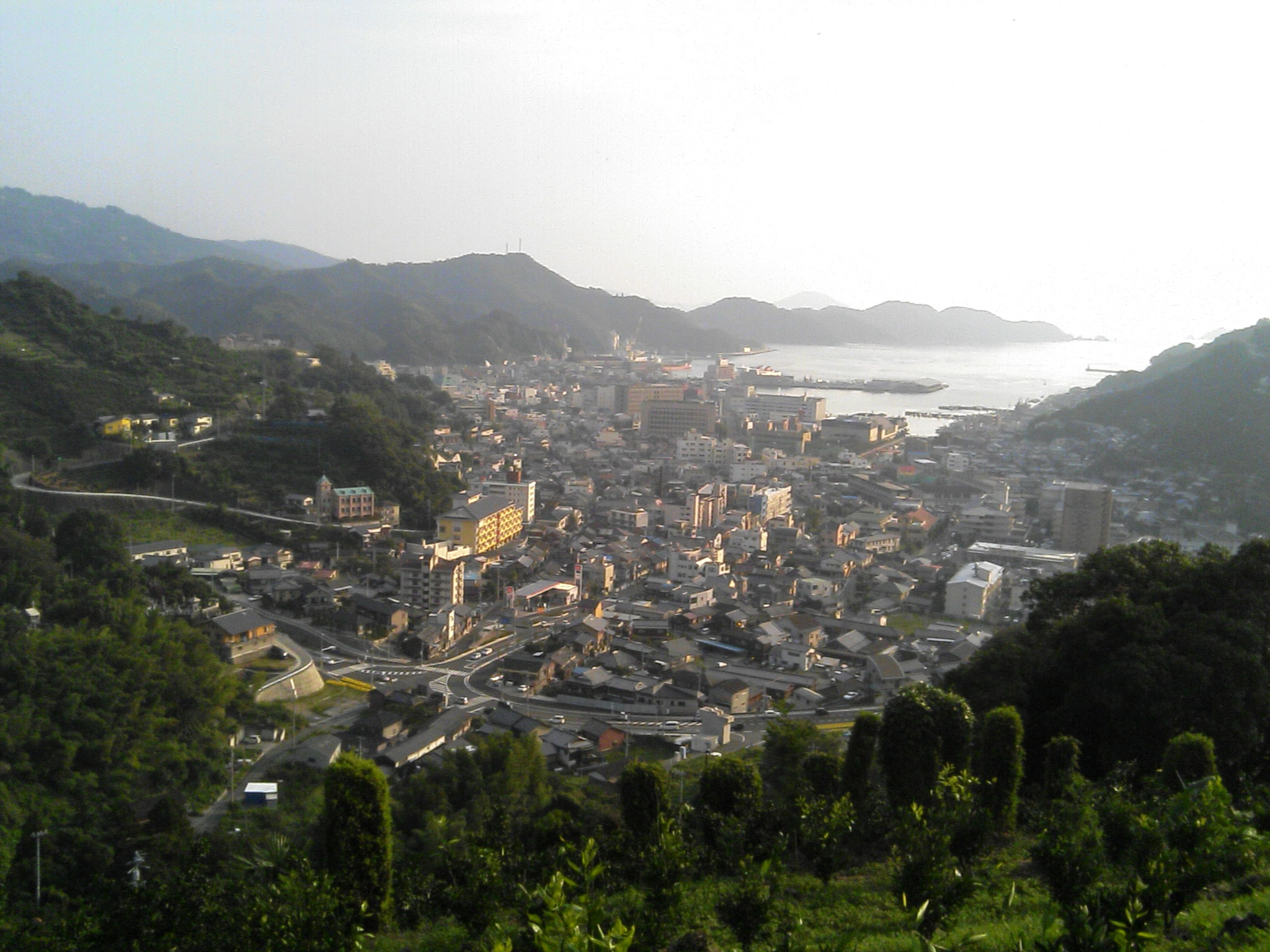
八幡濱市區

文獻上最早的紀錄是654年在此建立了八幡神社。在明治時代由於工業發達，被稱為四國的曼徹斯特，四國最早的電燈、愛媛縣第一家銀行皆出現在此。

### 年表
- 1889年12月15日：實施町村制，現在的轄區在當時分屬：西宇和郡八幡濱町（日语：八幡浜町）、矢野崎村（日语：矢野崎村）、神山村、千丈村（日语：千丈村）、舌田村（日语：舌田村）、川上村、真穴村、雙岩村、日土村、川之石村、宮內村、喜須來村、磯津村。
- 1914年8月1日：川之石村改制為川之石町（日语：川之石町）。
- 1928年7月1日：神山村改制為神山町（日语：神山町 (愛媛県)）。
- 1930年1月1日：矢野崎村被併入八幡濱町。
- 1935年2月11日：八幡濱町、千丈村、舌田村、神山町合併為八幡濱市。
- 1955年2月1日：日土村（日语：日土村）、真穴村（日语：真穴村）、川上村（日语：川上村 (愛媛県西宇和郡)）和雙岩村（日语：双岩村）的部份地區被併入八幡濱市。
- 1955年3月31日：磯津村（日语：磯津村）、宮內村（日语：宮内村 (愛媛県)）、川之石町、喜須來村（日语：喜須来村）合併為保內町（日语：保内町）。
- 2005年3月28日：保內町和八幡濱市合併為新設置的八幡濱市。 [10]

### 變遷表
| 1889年4月1日 | 1889年 - 1926年       | 1926年 - 1954年           | 1926年 - 1954年              | 1955年 - 1989年              | 1989年 - 現在                | 現在                         |
| ------------ | --------------------- | ------------------------- | ---------------------------- | ---------------------------- | ---------------------------- | ---------------------------- |
| 雙岩村       | 雙岩村                | 雙岩村                    | 雙岩村                       | 1955年1月1日 合併為三瓶町    | 2004年4月1日 合併為西予市    | 2004年4月1日 合併為西予市    |
| 雙岩村       | 雙岩村                | 雙岩村                    | 雙岩村                       | 1955年2月1日 併入八幡濱市    | 2005年3月28日 合併為八幡濱市 | 2005年3月28日 合併為八幡濱市 |
| 日土村       |                       |                           |                              | 1955年2月1日 併入八幡濱市    | 2005年3月28日 合併為八幡濱市 | 2005年3月28日 合併為八幡濱市 |
| 真穴村       |                       |                           |                              | 1955年2月1日 併入八幡濱市    | 2005年3月28日 合併為八幡濱市 | 2005年3月28日 合併為八幡濱市 |
| 川上村       |                       |                           |                              | 1955年2月1日 併入八幡濱市    | 2005年3月28日 合併為八幡濱市 | 2005年3月28日 合併為八幡濱市 |
| 八幡濱町     | 八幡濱町              | 八幡濱町                  | 1935年2月11日 合併為八幡濱市 | 1935年2月11日 合併為八幡濱市 | 2005年3月28日 合併為八幡濱市 | 2005年3月28日 合併為八幡濱市 |
| 矢野崎村     | 矢野崎村              | 1930年1月1日 併入八幡濱町 | 1935年2月11日 合併為八幡濱市 | 1935年2月11日 合併為八幡濱市 | 2005年3月28日 合併為八幡濱市 | 2005年3月28日 合併為八幡濱市 |
| 神山村       | 神山村                | 1928年7月1日 神山町       | 1935年2月11日 合併為八幡濱市 | 1935年2月11日 合併為八幡濱市 | 2005年3月28日 合併為八幡濱市 | 2005年3月28日 合併為八幡濱市 |
| 舌田村       |                       |                           | 1935年2月11日 合併為八幡濱市 | 1935年2月11日 合併為八幡濱市 | 2005年3月28日 合併為八幡濱市 | 2005年3月28日 合併為八幡濱市 |
| 千丈村       |                       |                           | 1935年2月11日 合併為八幡濱市 | 1935年2月11日 合併為八幡濱市 | 2005年3月28日 合併為八幡濱市 | 2005年3月28日 合併為八幡濱市 |
| 川之石村     | 1914年8月1日 川之石町 | 1914年8月1日 川之石町     | 1914年8月1日 川之石町        | 1955年3月31日 合併為保內町   | 2005年3月28日 合併為八幡濱市 | 2005年3月28日 合併為八幡濱市 |
| 磯津村       |                       |                           |                              | 1955年3月31日 合併為保內町   | 2005年3月28日 合併為八幡濱市 | 2005年3月28日 合併為八幡濱市 |
| 喜須來村     |                       |                           |                              | 1955年3月31日 合併為保內町   | 2005年3月28日 合併為八幡濱市 | 2005年3月28日 合併為八幡濱市 |
| 宮內村       |                       |                           |                              | 1955年3月31日 合併為保內町   | 2005年3月28日 合併為八幡濱市 | 2005年3月28日 合併為八幡濱市 |

## 交通

### 鐵僇
- 四國旅客鐵道
  - 予讚線: 千丈站 - 八幡濱站 - 雙岩站

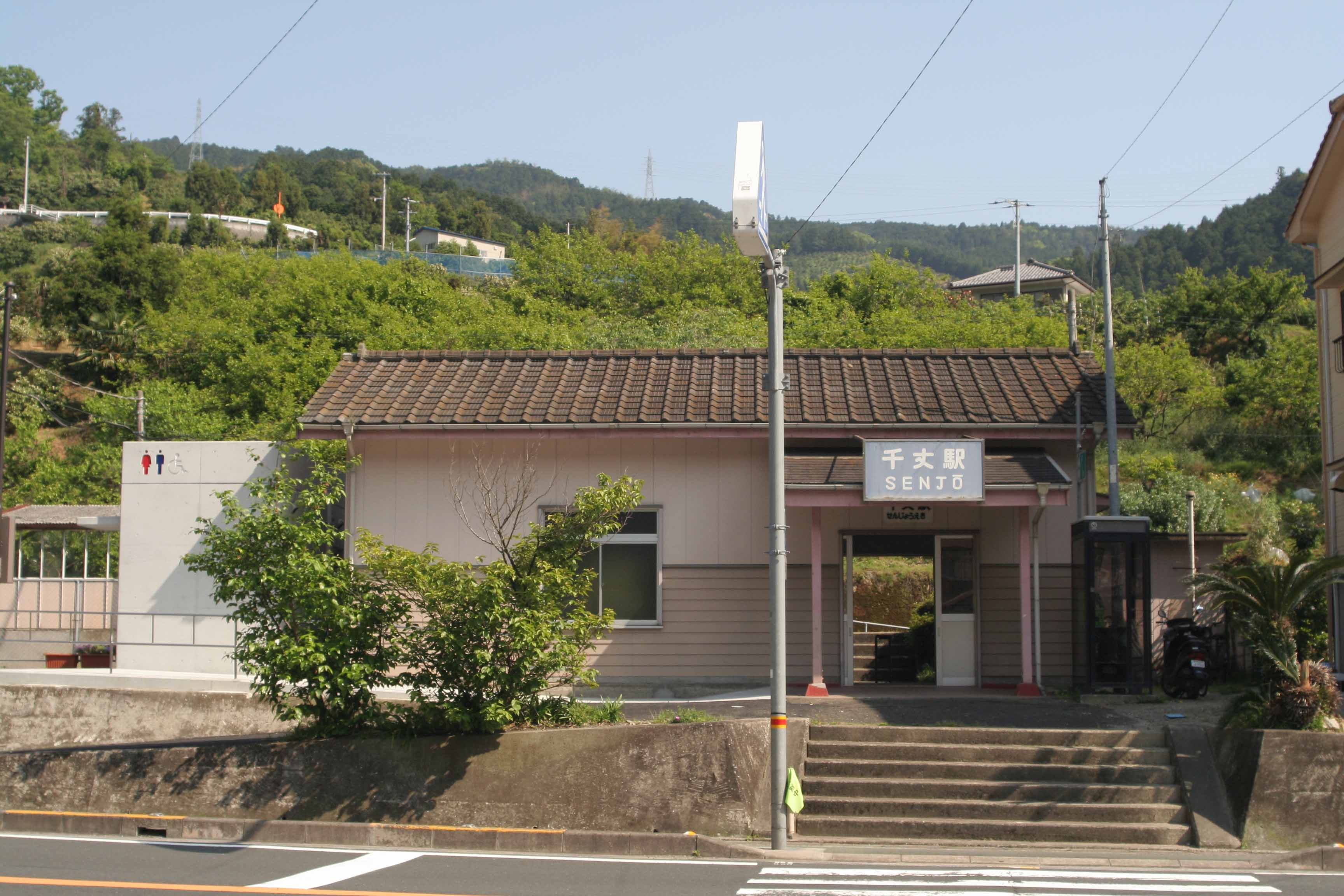
千丈站
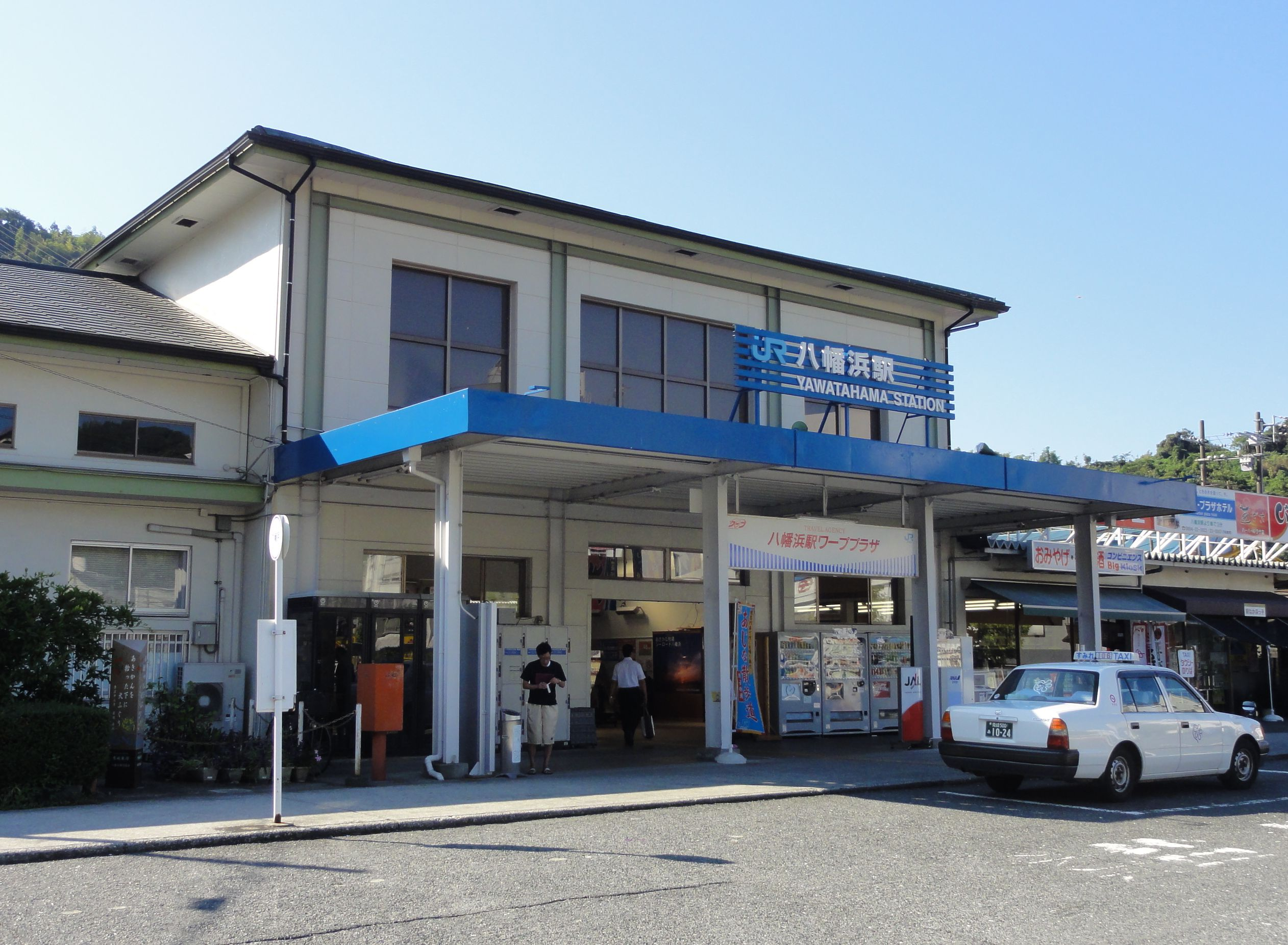
八幡濱站

### 道路
轄區內有多個國道交會，同時又是四國撘乘渡輪前往九州的唯一港口，但因為市區集中，道路規劃困難，目前道路交通經常擁塞。
高速道路
- 大洲・八幡濱自動車道（日语：大洲・八幡浜自動車道）：（大洲市） - 八幡濱東交流道（日语：八幡浜東インターチェンジ） - 八幡濱交流道（日语：八幡浜インターチェンジ） - 保內交流道（日语：保内インターチェンジ）

### 港口

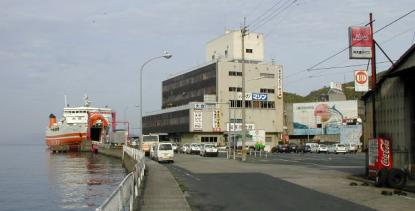
八幡濱港渡輪碼頭

- 八幡濱港（日语：八幡浜港）：有往返大分縣臼杵市、別府市的定期渡輪
- 八幡濱漁港

## 觀光資源
- 諏訪崎
- 八幡濱海鮮朝市
- 愛宕山公園
- 二宮敬作出生地遺跡、記念公園
- 前田山記念公園
- 富澤赤黄男記念公園

### 祭典、活動
- 五反田火祭
- 二宮忠八翁飛行記念大会
- 港花火大会
- 八幡濱港祭

## 教育
高等學校
- 愛媛縣立八幡濱高等學校（日语：愛媛県立八幡浜高等学校）
- 愛媛縣立八幡濱工業高等學校（日语：愛媛県立八幡浜工業高等学校）
- 愛媛縣川之石高等學校（日语：愛媛県立川之石高等学校）

## 本地出身之名人
- 水口榮二：職業棒球選手
- 瞬火、招鬼、狩姦：重金屬樂團陰陽座成員
- 大木凡人：藝人
- 加戶守行：前愛媛縣知事
- 魚本藤吉郎：外交官
- 二宮清純：評論家
- 馬淵史郎：明徳義塾高棒球部教練
- 山部太：職業棒球選手
- 林美智子：女演員
- 井上昌己：創作歌手
- 宮本真希：女演員
- 宮本益光：聲樂家
- 前原巧山：幕府末期的蒸氣技術專家
- 二宮敬作：幕府末期的醫學研究家
- 二宮忠八（發明家
- 朝汐太郎 (初代)：大相撲大關
- 前田山英五郎：大相撲第39代橫綱
- 道上伯：柔道教練
- 松井計（作家）

## 外部連結
- （日語） 佐田岬廣域觀光推進協議會 （页面存档备份，存于）
- （日語） 八幡濱市物産協會 （页面存档备份，存于）
- （日語） 八幡濱地區施設事務組合消防本部 （页面存档备份，存于）
- （日語） JA西宇和 （页面存档备份，存于）